# Jarosław Węgrzynkiewicz
Jarosław Węgrzynkiewicz (ur. 11 maja 1960) – polski skoczek narciarski i trener skoków narciarskich. W latach 1991–1992 trener reprezentacji Polski.

## Kariera sportowa
Jako zawodnik reprezentował barwy klubu GKN Beskidy Szczyrk. W 1984 został brązowym medalistą mistrzostw Polski na dużej skoczni w Zakopanem. Dwukrotnie startował w Pucharze Świata (nie zdobywając punktów) – zadebiutował 11 stycznia 1984 w Cortinie d’Ampezzo, zajmując 47. miejsce, a 23 lutego 1985 był 28. w Harrachovie. W 1989 zakończył karierę.

## Kariera trenerska
W 1989 po zakończeniu kariery skoczka został asystentem trenera Lecha Nadarkiewicza w reprezentacji Polski. W latach 1991–1992 był głównym trenerem reprezentacji. Zajmował się skoczkami z Beskidów. Później został trenerem w Sokole Szczyrk. W 2019 otrzymał nagrodę ministra sportu za wieloletnią pracę w Ośrodku Przygotowań Olimpijskich.
Jego syn Wiktor jest skoczkiem narciarskim.